# Klemens Vereno
Klemens Eugen Vereno (* 26. April 1957 in Salzburg) ist ein österreichischer Komponist, Dirigent und Universitätslehrer.

## Leben
Klemens Vereno genoss seit früher Kindheit musikalische Förderung und lernte ab seinem achten Lebensjahr Violine. Im Jahr 1975 maturierte er am Musischen Gymnasium Salzburg und studierte von 1972 bis 1981 am Salzburger Mozarteum Komposition bei Cesar Bresgen sowie Violine, Gesang und Dirigieren; weiteres Kompositionsstudium an der Musik-Akademie der Stadt Basel bei Rudolf Kelterborn.
Von 1978 bis 2021 unterrichtete Vereno an der Universität Mozarteum u. a. Orchestrierung, Vokalsatz, Tonsatz, Instrumentenkunde und Generalbass. Daneben lehrte er von 1978 bis 1985 am Bruckner-Konservatorium in Linz und von 2000 bis 2008 am Richard-Strauss-Konservatorium München. Seit 2008 ist er außerdem Dozent bei der Internationalen Sommerakademie Mozarteum Salzburg. Seit dem Jahr 1978 arbeitete er mit der Internationalen Paul-Hofhaymer-Gesellschaft zusammen und wirkte seit 1981 bei deren Konzertreihe Alte und Neue Musik als Interpret und Komponist mit. Von 1988 bis 1993 war er Dirigent des Salzburger Adventsingens im Großen Festspielhaus, für das er auch kompositorische Beiträge schuf. Als Juror beim Jugendwettbewerb prima la musica fungiert er seit 1999. Er war Gründungsmitglied und ist seit 2000 Vizepräsident der IG Komponisten Salzburg. Unter seiner Regie entstanden – gemeinsam mit Stefan David Hummel – viele Initiativen wie die Salzburger Tage Neuer Orgelmusik (1998), die Gründung der Komponistenzeitung (1998), der Tag der neuen Kirchenmusik (2000) oder das Musikfest Salzburg 2002 und 2005. Am 3. Oktober 2023 wurde ihm von Landeshauptmann Wilfried Haslauer das Verdienstzeichen des Landes Salzburg verliehen.

## Werke (Auswahl)
Seine Kompositionen erfuhren Aufführungen u. a. in Deutschland, Irland, Italien, Libanon, Mexiko, Neuseeland, Norwegen, Polen, Portugal, Schweiz, Tschechien, Ungarn und USA. Den Rahmen bildeten dabei Mozarteum-Orchester Salzburg, Camerata Salzburg, Pannonische Philharmonie Pécs, Philharmonie Salzburg, Salzburger Bachchor, Basler Madrigalisten, Kammerchor Salzburg, St. Galler Domorgelkonzerte, Vokalensemble NOVA, Vokalquintett Berlin, Theater der Stadt Heidelberg, Internationale Stiftung Mozarteum, Österreichischer Rundfunk (ORF), Österreichisches Ensemble für Neue Musik (oenm) u. v. a. mehr.

### Vokalwerke
- Sage ja zu diesem Tag – Vier Lieder nach Bruno Hillebrand für Bariton und Orgel (2024)
- Nachtlieder nach Georg Trakl – Neufassung für Vokalquartett (oder Chor) und Streichquartett (oder Streichorchester) (2024)
- Anrufungen - für vier- bis achtstimmigen gemischten Chor a cappella (Text: Klemens Vereno) - (2024)
- …die Herztrommel schlagen… – Triptychon nach Christine Lavant für Alt und Streichtrio (2023)
- Celan-Gesänge – für Tenor, Klarinette und Streichquartett (2020)
- Missa Berardelli – für gemischten Chor, vier Solostimmen, Streichquintett und Orgel (2020)
- Singbarer Rest – Drei Gesänge nach Paul Celan für Tenor, Klarinette, Viola und Violoncello (2019)
- Drei alt-irische Segenssprüche – für gemischten Chor (S.A.T.B.) und Streichorchester (2016)
- King Lear Symphonie – Drei Szenen nach William Shakespeare für Bariton und Orchester (2016)
- Tenebrae – für Vokalsextett (S.T.T.T.Bar.B.) nach Paul Celan (2015)
- An versteinerter Schwelle – Lyrische Szenen für neun Solostimmen, Chor und Kammerorchester nach Georg Trakl (2014)
- Drei Lieder – für gemischten Chor a cappella nach Georg Trakl, Gerhart Hauptmann, Josef Weinheber (2007)
- … nur einen Gruß von dort her … -  Sechs Lieder nach Bruno Hillebrand für Bariton und Klavier (2004 / Revision 2023)
- Psalmenmesse – für Soli, Chor und drei Orgeln (1992/2002)
- …das Leben uns zu schenken… – szenisches Passionsoratorium (Text: Klemens Vereno) (2000/2001)
- Zweite Sinfonie; Gesänge der Ferne – für Tenor und 45 Soloinstrumente nach Fragmenten von Friedrich Hölderlin (1999)
- Mira – für Vokalquintett (S.Ms.A.T.B.) nach Giovanni Battista Guarino (1997)
- Paracelsus-Musik – für sechs Solostimmen und sechsstimmigen Chor nach Frank Geerk (1993) zum 500. Geburtstag des Theophrastus von Hohenheim (Paracelsus)
- Traumgesänge – für Tenor, Altus und Streichquintett nach Christine Lavant (1992)
- Vita mortalium vigilia – für Vokalquintett (S.A.T.T.B.) nach Christine Lavant (1990)
- Radstädter Magnificat – für sechsstimmigen gemischten Chor a cappella (S.S.A.A.T.B.) (1990)
- Drei Lieder nach Georg Trakl – für Sopran, Bassetthorn und Gitarre (1987)
- Der Sonnengesang des Hl. Franz von Assisi – für Sopran, Tenor, einstimmigen Chor und Kammerorchester (1984/1998)

### Orchester- und Ensemblewerke
- … den Horizont entlang … – ein Ritual für Orchester (2023)
- Schicksalsraben – Sinfonische Klangbilder vom Untersberg für Orchester (2023)
- Landschaft mit Tempel und Gauklern – für großes Ensemble (2018)
- Tanz aus der Reihe – für Jugendblasorchester (2014)
- Fünf Szenen – für Kammerensemble (2011/2012)
- Sinfonia – für sechzehn Bläser (2007)
- Londoner Skizzen – Mozart-Metamorphosen für Orchester (2005) (Auftrag der Salzburger Landesregierung zum Mozartjahr 2006)
- Machtfestmusik – für Blechbläserquintett und Streichorchester (2003) zum 350. Todestag des Gründers der Universität Salzburg, Erzbischof Paris Lodron
- Piccolissima Sinfoniettina – für Kammerorchester (2002/2003)
- Kristall – ein magisches Quadrat für zwölf Instrumente in vier Gruppen (1998)
- Salzburger Domsinfonie – für fünf Orgeln und Orchester (1995/1996)
- Musaik – MusikMosaik für zwölf Instrumente (1994)

### Solo- und Kammermusik
- "Dunkle Stimmen" - Trakl-Rufe für drei Posaunen (2025)
- Drei Miniaturen – für Klarinette solo (2023)
- Pirouette – für Bläserquartett (Picc, Ob, Es-Kl, Fg) (2010)
- Danse mélancolique – für Bläserquintett (Fl, Ob, Kl, Hr, Fg) und Klavier (2010)
- Abschied – für Violoncello und Orgel (2009)
- Tombeau – für Orgel (für das Internationale Bachfest Salzburg 2008)
- Sonata profonda – für sechs Tuben (2007)
- Sonatine – für Violoncello und Klavier (2006)
- Sonate für zwei Orgeln – über die Gallus-Sequenz des Notker Balbulus (2004)
- Drei Nachtstücke – für Klavier (2003)
- Fünf Haiku – für Violine und Klavier (2003)
- Kalenderblätter I – XXXVIII: Miniaturen für 1 – 2 Instrumente in unterschiedlichsten Besetzungen (2003)
- Sonata für Trompete und Orgel (2000)
- Invokationen – RaumKlangSzene für acht Blechbläser (1999)
- entwurf und gegenwart – zwei Parabeln für Kammerensemble (Fl, Pos, Vl, Vc, Perc) (1999)
- schatten von sternen – für Flöte und Gitarre (1997/1998)
- Sinai – Meditationen für zwei Orgeln (1997)
- Bläserquintett (Fl/Picc, Ob/Eh, Kl/Es-Kl, Hr, Fg) (1995)
- Pfingst-Szene – für fünf Blechbläser, Orgel und Percussion (1995)
- Fuga per Violoncello solo (1994)
- Traum und Spiegel – Metamorphosen über eine Neuntonreihe aus Mozarts Don Giovanni für vier Hörner (zur Grundsteinlegung für die Wiedererrichtung des Mozart-Wohnhauses am Salzburger Makartplatz) (1994)
- Sonata per Violoncello e Pianoforte (1994)

## Bearbeitungen (Auswahl)
- C. Monteverdi Il ritorno d’Ulisse in patria, Neufassung der Oper für das Theater der Stadt Heidelberg (1987/88)
- J. Chr. Pepusch Die Ballade vom Räuber Mac Neufassung von The Beggars’s Opera (1983)
- G.B. Pergolesi Il maestro di musica Neufassung der Oper (1986)
- W.A. Mozart Adagio h-moll KV 540 für Streichquartett (original für Klavier) (1997);
Adagio und Allegro f-moll KV 594 für 12 Bläser und Kontrabass (original für Orgelwalze) (2004)
- F. Schubert Sonate c-moll D.958 1. Satz – Orchesterfassung (original für Klavier) (2007);
Sonate B-Dur D.960 3. Satz – Orchesterfassung (original für Klavier) (2001);
Sechs Deutsche Tänze für Orchester (original für Klavier) (2002/03)
- Gustav Pressel Der Schneider von Ulm (1865) – Neufassung der Oper (1982)
- P. Hindemith Lehrstück (1929) – Erarbeitung einer Aufführungsfassung (1982)
- C. Bresgen Marienmesse für Chor und elf Bläser (original mit Orgelbegleitung) (1993); Lauda Sion für acht Blechbläser (Original für Orgel) (2007)

Weiters viele Liedsätze (auch Chorfassungen a cappella von Klavierliedern von Schubert, Beethoven u. a.), Bearbeitungen für kleinere Besetzungen, Vorspiele und Begleitsätze etc.

## Arbeiten für das Salzburger Adventsingen
- Glaube, Hoffnung, Liebe  – Oratorium (2024)
- Stille Nacht – Oratorium (2018)
- Gib uns Frieden – Oratorium (2016)
- Der Sterngucker – Oratorium (2014; Neufassung 2019)
- Der Stern – Oratorium (2011)
- Wer klopfet an? – Oratorium nach Texten von Klemens Vereno (2010)
- Sie haben uns a Botschaft bracht von einer stillen, heiligen Nacht – Oratorium nach Texten von Klemens Vereno (2008)
- Jetzt fangen wir zum Singen an  – Oratorium (2006)
- Sonst bliebe es ein Traum – Oratorium nach Tobias Reiser (1989; Wiederaufführungen 1990, 1991, 1995, 2005, 2012)